# Central Nuclear Davis-Besse

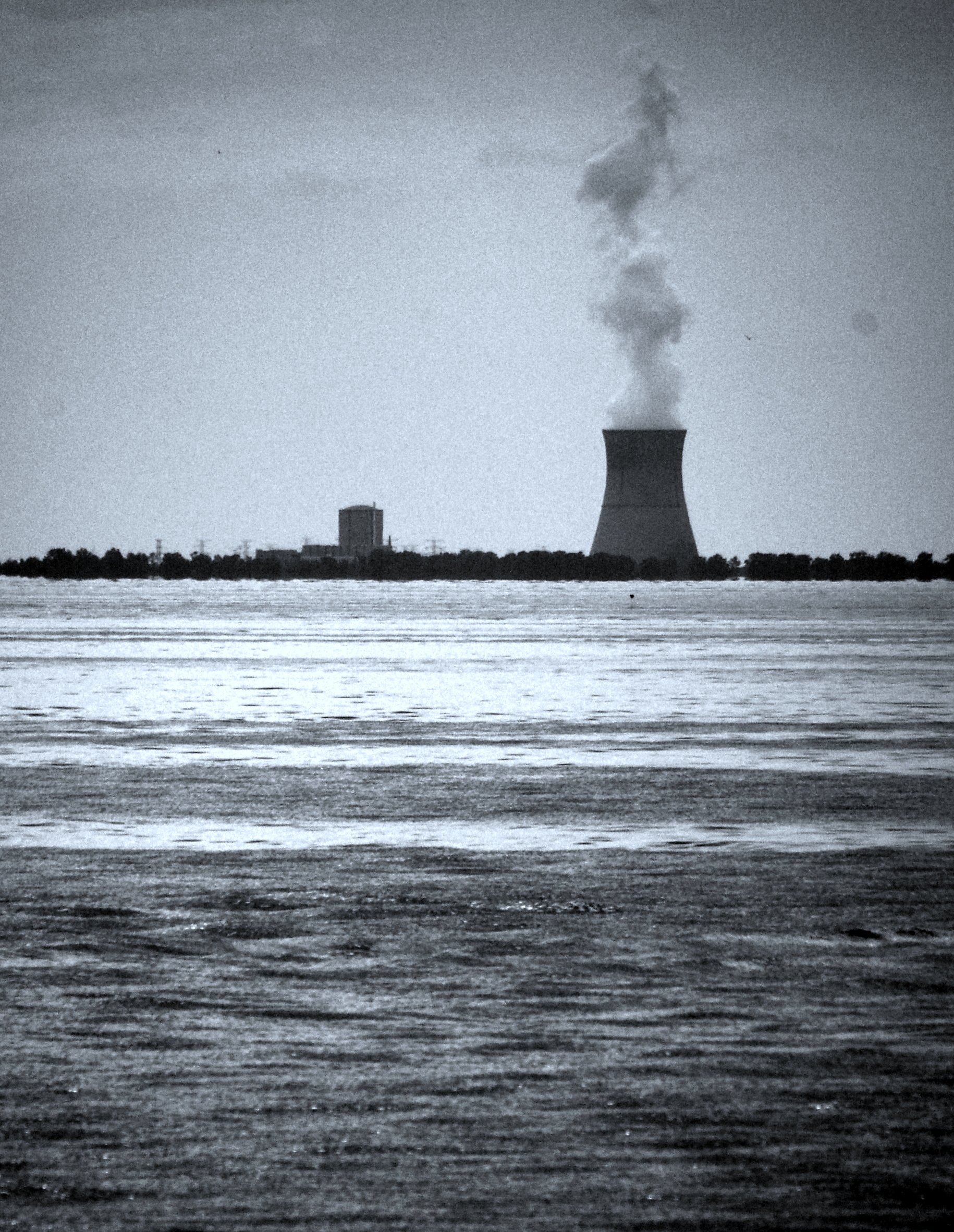
Central Nuclear Davis-Besse.

La Central Nuclear Davis-Besse se compone de un solo reactor nuclear situado en la orilla sudoeste del lago Erie cerca de Oak Harbor, Ohio. Es el 57.º reactor de energía comercial construido en Estados Unidos (su construcción empezó el 1 de septiembre de 1970) y el 50.º en entrar en producción. Con datos a 2006, es propiedad y su funcionamiento corre a cargo de las Ohio Edison & Toledo Edison, subsidiarias de FirstEnergy Corp.
De acuerdo con la Nuclear Regulatory Commission, Davis-Besse ha sido el origen de dos de los cinco más peligrosos incidentes nucleares en los Estados Unidos desde 1979.

## Unidad Uno
La Unidad uno es un reactor de agua presurizada de 873 MWe suministrado por Babcock and Wilcox. El reactor estuvo desconectado desde 2002 hasta principios del 2004 debido a reparaciones y actualizaciones de su seguridad, por lo que no están disponibles estadísticas recientes de su funcionamiento.

## Historial de incidentes
En 1985, las dos principales bombas suministradoras del agua en ebullición, utilizadas para suministrar agua a los generadores de vapor del reactor fueron cerradas. Una, debido a un aumento de velocidad por un fallo del sistema de control electrónico de la turbina de una bomba. La otra, por una momentánea señal de descarga de alta presión motivada por el intento de la segunda bomba para equilibrar el flujo perdido por la avería de la primera bomba. Un operador de la sala de control intentó arrancar las bombas auxiliares de emergencia alimentadoras de agua. Ambas cayeron en velocidad excesiva debido a que el operador pulsó los botones incorrectos al realizar la maniobra de arranque. En relación con la probabilidad de una fusión del núcleo, la NRC clasificó esto como el más peligroso de los incidentes desde que Three Mile Island tuvo una fusión parcial. Este incidente está descrito en la publicación de la NRC. El incidente fue inicialmente clasificado como un «evento inusual» (el menos grave en la clasificación de la NRC para un incidente) pero más tarde se determinó que hubiera debido clasificarse con una «emergencia del área del emplazamiento» (solo un nivel por debajo de la «emergencia general» que ocurrió en Three Mile Island).
El 24 de junio de 1998 la planta fue golpeada por un tornado.
En marzo de 2002, después de que el gobierno hubiese permitido una demora en las inspecciones de seguridad con fecha límite del 31 de diciembre de 2001, se descubrió que el ácido bórico había corroído casi toda la vía hasta la cima de los 6½-de pulgada del grosor del casco de presión de reactor. Una brecha podría haber permitido el fluir parcialmente del edificio de contención del reactor con agua radioactiva y dañado el equipo de seguridad, causando posiblemente daños en el combustible. El reactor se cerró durante dos años, en el transcurso de los cuales se descubrieron nuevas grietas en la planta que incrementaron la probabilidad de un incidente de daños en el combustible. Es posible que los daños del combustible progresaran para permitir la liberación de elementos radioactivos. El incidente fue clasificado como el quinto más peligros por la NRC. Las reparaciones y actualizaciones costaron 600 millones de dólares, y el reactor de Davis-Besse fue puesto en funcionamiento de nuevo en marzo de 2004.
El 20 de enero de 2006, la propietaria de Davis-Besse, FirstEnergy Corporation de Akron, Ohio, reconoció una ocultación de graves violaciones de seguridad, realizadas por antiguos trabajadores, y alcanzó un acuerdo para un juicio civil con el Departamento de Justicia de Estados Unidos, en lugar de un juicio federal por causa criminal. La causa hace referencia al inicidente de marzo de 2002 que se ha descrito. En el acuerdo la compañía aceptó pagar sanciones por 23,7 millones de dólares, con una adicional de 4,3 millones en contribuciones a varios grupos, incluyendo el Servicio de Parques Nacionales, El Servicio de Pesca y Vida Salvaje, el Hábitat para la Humanidad, y la Universidad de Toledo, así como a pagar determinados costes relacionados con la investigación federal. Además, dos antiguos empleados y un anterior contratista fueron acusados de haber engañado deliberadamente a los inspectores de la NRC en múltiples documentos y un vídeo, durante varios años, ocultando la evidencia de que el casco de presión del reactor había sido gravemente debilitado por el ácido. La pena máxima para los tres es de 25 años de prisión. La denuncia menciona que otros empleados también suministraron información falsa a los inspectores, pero no cita sus nombres.